# Jan Kanty Federowicz

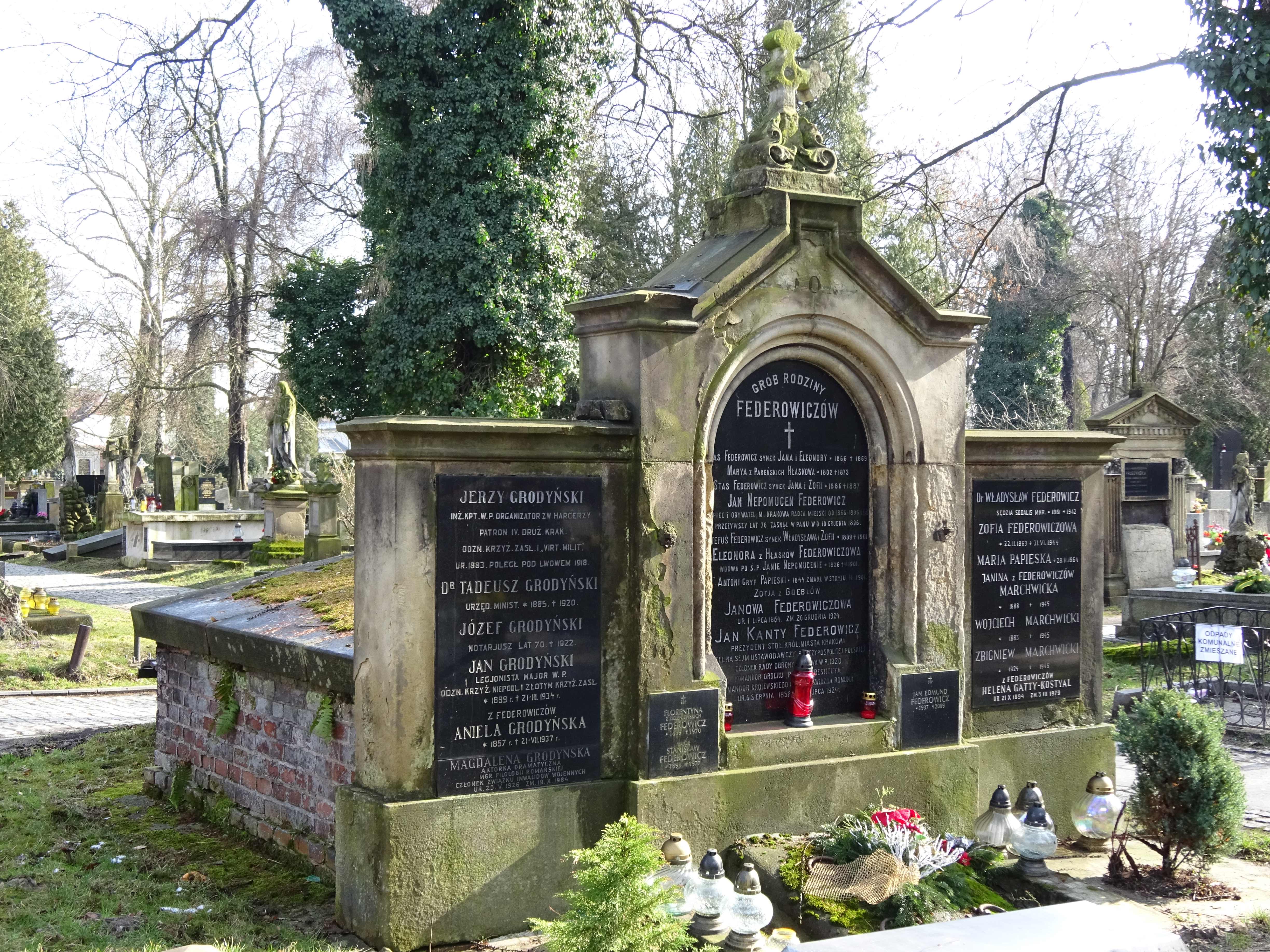
Grobowiec Jana Kantego Federowicza na cmentarzu Rakowickim w Krakowie

Jan Kanty Federowicz (ur. 6 sierpnia 1858 w Krakowie, zm. 13 lipca 1924 tamże) – polski działacz samorządowy, prezydent Krakowa, poseł na Sejm Ustawodawczy w II RP, kupiec.

## Życiorys
Pochodził z rodziny kupieckiej, był synem radnego krakowskiego Jana Nepomucena i Eleonory z Hłasków. Uczęszczał do szkoły realnej w Krakowie, następnie studiował na Akademii Handlowej w Pradze; odbył praktyki handlowe w Bordeaux, Warszawie i Bremie. W 1882 przejął kierownictwo rodzinnego przedsiębiorstwa handlu winami i towarami kolonialnymi; rozwinął znacznie przedsiębiorstwo, a w 1920 przeszedł na produkcję win szampańskich.
Od 1896 był radnym w krakowskiej Radzie Miejskiej (po śmierci ojca), zajmował się m.in. problematyką budżetu. W latach 1901–1914 pełnił również mandat w galicyjskim Sejmie Krajowym, gdzie blisko współpracował z Juliuszem Leo. Przyczynił się do powołania w Krakowie Szkoły Handlowej oraz wybudowania dla tej placówki gmachu. W 1914 roku jako przedstawiciel demokratów był członkiem sekcji zachodniej Naczelnego Komitetu Narodowego. 1916 został I wiceprezydentem Krakowa, w czasie I wojny światowej nadzorował referat aprowizacyjny. 6 marca 1918 po śmierci Juliusza Leo został prezydentem Krakowa. Rok później przy poparciu ludowców i narodowców został posłem na Sejm Ustawodawczy, gdzie kierował Klubem Pracy Konstytucyjnej. Funkcję prezydenta Krakowa pełnił do końca życia. Ponadto był prezydentem krakowskiej Izby Handlowej i Przemysłowej (jako następca Maurycego Dattnera od 1913), prezesem Towarzystwa Turystycznego oraz członkiem Rady Kolejowej.

## Życie prywatne
Był żonaty z Zofią (zm. 1912), córką Jerzego Michała Goebla (radnego krakowskiego, starszego zboru ewangelickiego), aktywną w działalności charytatywnej. Młodszym bratem Jana Kantego był Tadeusz, prawnik, działacz gospodarczy. Zamieszkiwał przy ul. Studenckiej 1. Pochowany na cmentarzu Rakowickim w Krakowie (pas 28, zach.).

## Ordery i odznaczenia
- Krzyż Komandorski Orderu Odrodzenia Polski – 2 maja 1923 „w uznaniu zasług, położonych dla Rzeczypospolitej Polskiej na polu pracy obywatelskiej”[5][6]